# IHK-Prüfungszeugnis

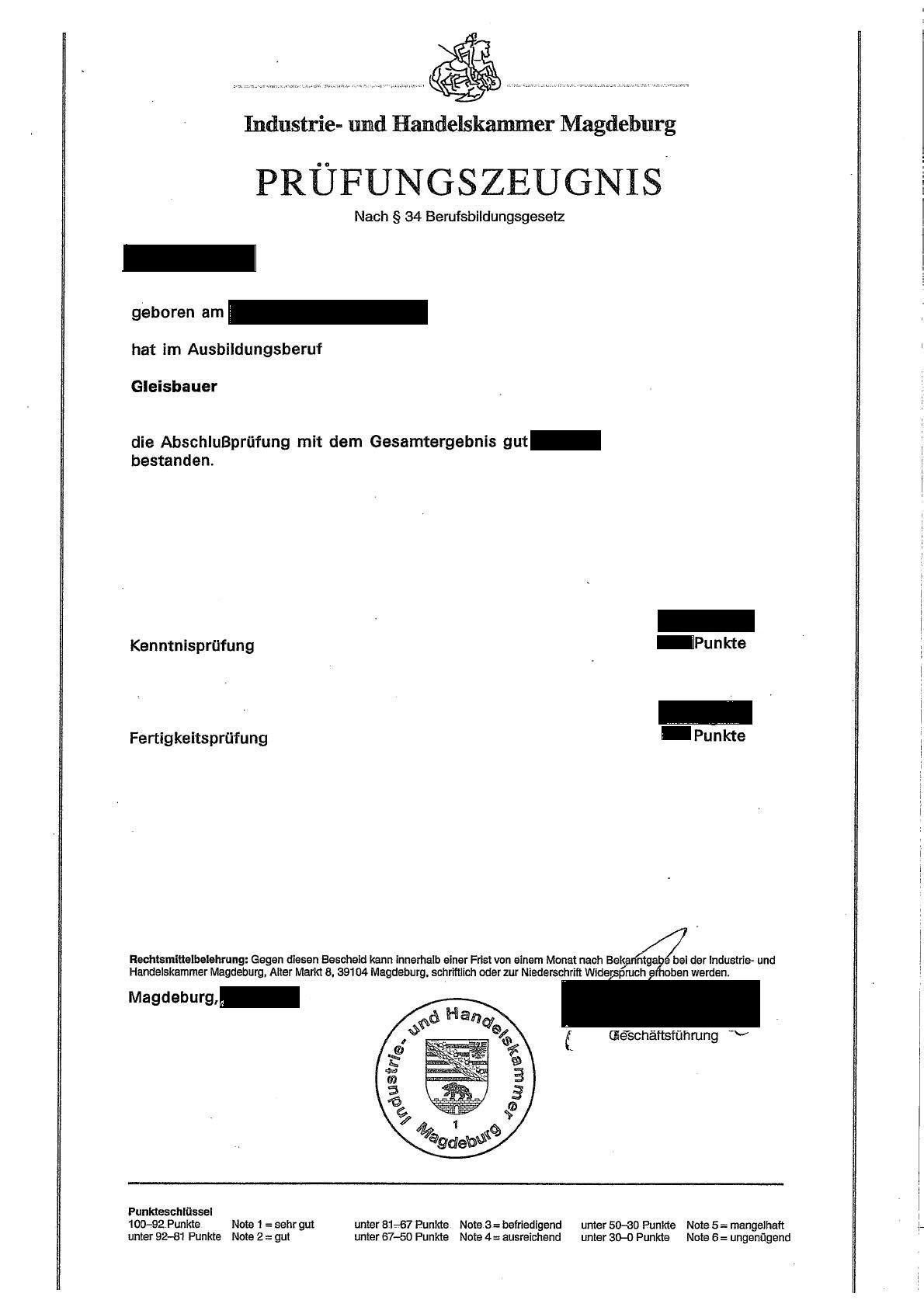
IHK-Prüfungszeugnis für einen Gleisbauer

Das IHK-Prüfungszeugnis ist eine Urkunde, die in Deutschland von einer Industrie- und Handelskammer (IHK) nach einer bestandenen Prüfung in einem nichthandwerklichen Gewerbeberuf ausgestellt wird. 
Gemäß § 37 des Berufsbildungsgesetzes (BBiG) ist dem Prüfling nach einer bestandenen Abschlussprüfung in einem anerkannten Ausbildungsberuf ein Zeugnis auszustellen. Auf Antrag können dort die Leistungsfeststellungen der Berufsschule ausgewiesen werden sowie eine englischsprachige und eine französischsprachige Übersetzung beigefügt werden. Inzwischen erhalten die Absolventen auch ohne Antrag nach einer erfolgreich bestandenen Abschlussprüfung ein bundeseinheitliches Zeugnis in deutscher und englischer Sprache. Die Abschlussprüfung ist für Auszubildende gebührenfrei. Pro Jahr werden bundesweit vor etwa 28.000 IHK-Prüfungsausschüssen rund 350.000 Abschlussprüfungen abgelegt.
Gleiches gilt für Fortbildungsprüfungen (§ 56 BBiG) und Umschulungsprüfungen (§ 62 BBiG). Für Prüfungen, die von den Industrie- und Handelskammern abgenommen werden, erstellt die IHK ein „Prüfungszeugnis“. 
Das Zeugnis erscheint in einem bundeseinheitlichen Layout. Es enthält Angaben zur Person des Prüfungsteilnehmers,  zum erworbenen Abschluss sowie zu den Prüfungsleistungen des Prüfungsteilnehmers. Soweit der Beruf bzw. Abschluss über Fachrichtungen verfügt, wird die Fachrichtung, in der die Prüfung erfolgte, mit auf dem Zeugnis angegeben.
Weitere Angaben auf dem Zeugnis sind:
- das Gesamtergebnis Prüfung mit Note und Punktzahl
- die Berufsschulnote, die im Falle einer beruflichen Abschlussprüfung auf Wunsch des Prüfungsteilnehmers mit ausgewiesen wird.
Neben den Aus- und Weiterbildungen führen die IHKs auch Sach- und Fachkundeprüfungen durch, welche Gewerbetreibende (z. B. Versicherungsvermittler,  Gefahrgutbeauftragte, Güterkraftverkehr) erfolgreich absolvieren müssen, um ihren Beruf ausüben zu dürfen. Diese Prüfungen werden durch ein IHK-Zertifikat bescheinigt.